# Judo ai I Giochi giovanili dell'Asia dell'est
Le competizioni di judo ai I Giochi giovanili dell'Asia dell'est si sono svolte dal 17 al 18 agosto 2023 a Ulan Bator, in Mongolia.

## Podi

### Ragazzi
| Evento | Oro                | Argento                 | Bronzo                   |
| 55 kg  | Lee Changhak       | Munkh-Orgil Suvd-Erdene | Hu Sile                  |
| 60 kg  | Lai Min-yang       | Lee Hyeonbin            | Mungunkhuyag Baatartsogt |
| 66 kg  | Keisho Mitsuishi   | Ahn Hyunwoo             | Chao Ling-hsiang         |
| 66 kg  | Keisho Mitsuishi   | Ahn Hyunwoo             | Zhang Minghao            |
| 73 kg  | Shi Zhenyu         | Kim Yongmin             | Tsai Kai-an              |
| 81 kg  | Zhou Haoran        | Kim Taewoong            | Kuo Yu-cheng             |
| 81+ kg | Katsuhiro Kaburagi | Kim Sunghoon            | Dong Hanyu               |

### Ragazze
| Evento | Oro                | Argento                 | Bronzo                   |
| 55 kg  | Lee Changhak       | Munkh-Orgil Suvd-Erdene | Hu Sile                  |
| 60 kg  | Lai Min-yang       | Lee Hyeonbin            | Mungunkhuyag Baatartsogt |
| 66 kg  | Keisho Mitsuishi   | Ahn Hyunwoo             | Chao Ling-hsiang         |
| 66 kg  | Keisho Mitsuishi   | Ahn Hyunwoo             | Zhang Minghao            |
| 73 kg  | Shi Zhenyu         | Kim Yongmin             | Tsai Kai-an              |
| 81 kg  | Zhou Haoran        | Kim Taewoong            | Kuo Yu-cheng             |
| 81+ kg | Katsuhiro Kaburagi | Kim Sunghoon            | Dong Hanyu               |